# Артур Гакер
Артур Га́кер (англ. Arthur Hacker; 25 вересня 1858, Мідлсекс — 12 листопада 1919, Лондон) — англійський художник вікторіанської епохи, який писав в стилі неокласицизму. Свого часу був популярний і фінансово успішний.

## Біографія
Артур Гакер народився в районі Сент-Панкрас, у Лондоні. Його батько, Едвард Гакер (1812-1905), був книжковим графіком і спеціалізувався на штриховій гравюрі тварин і сцен полювання. Крім того протягом довгого часу він відповідав за реєстрацію народжень і смертей на ділянці Кентіш Таун реєстраційного округу Панкрас в Міддлсексі. Подробиць про сім'ю Артура Хакера мало, однак серед його ранніх робіт зустрічаються портрети брата і двоюрідної сестри.
1876 року сімнадцятирічний Артур Гакер вступив до училища Королівської академії мистецтв, де провчився до 1880 року. При навчанні показав себе хорошим художником, виконавши складне екзаменаційне завдання з першого разу. У 1878 році він вперше брав участь в щорічній конкурсній виставці Академії. Після Академії Артур Гакер поїхав в Париж, де в 1880—1881 роках навчався у Леона Бонна. Потім разом з Соломоном Джозефом Соломоном здійснив поїздку в Іспанію, Гібралтар і Марокко. Пізніше разом зі своїм співвітчизником Стенхоупом Форбсом, з яким навчався у Бонна, Гакер заснував Новий англійський художній клуб — групу британських художників, які шукали натхнення у французькому мистецтві.
У 1894 році Артур Гакер був прийнятий у Королівську академію мистецтв в якості асоційованого члена й інструктора, а в 1910 став повним академіком. Він був популярний, малював і виставлявся. На Всесвітній виставці 1900 року він завоював срібну медаль.
У 1902 році Артур Гакер побудував заміський будинок, який сам же й розписав. Автором проекту був обраний шотландський архітектор Максвелл Айртон. У тому ж році Артур Гакер написав портрет дружини Айртона.
У 1907 році у віці 49 років Артур Гакер одружився зі своєю колишньою студенткою Ліліан Прайс Едвардс (1879—1948), яка була молодша за нього більш ніж на 20 років. Вона була дочкою Едварда і Мері Едвардс і походила з лондонського району Саттон. Не дивлячись на те, що в шлюбі відносини в подружжя не склалися, Артур допомагав Ліліан в роботі. Вона стала плідним дитячим письменником і ілюстратором, часто виставлялася на щорічних конкурсах Королівської академії мистецтв, але врешті-решт залишила мистецтво заради руху Християнська наука. Дітей у подружжя не було.
Артур Гакер раптово помер на порозі власного будинку від серцевого нападу. За деякий час до смерті у нього діагностували серцеве захворювання і бронхіт.